# Ignalin (Lidzbark Warmiński)
Ignalin (deutsch Reimerswalde) ist ein Dorf in der Landgemeinde Lidzbark Warmiński (Heilsberg) im Powiat Lidzbarski (Kris Heilsberg) in der polnischen Woiwodschaft Ermland-Masuren.
|  |

## Geographische Lage

Reimerswalde östlich von Elbing und nordwestlich von Heilsberg auf einer Landkarte von 1910

Das Dorf liegt in der historischen Region Ostpreußen, etwa sieben Kilometer nordwestlich der Stadt Lidzbark Warmiński (Heilsberg) und 70 Kilometer südlich von Königsberg (Preußen) (russisch Kaliningrad).

## Geschichte

### Ortsgeschichte
Gegründet wurde das Kirchdorf Römerswalde (nach 1785 Reimerswald, nach 1820 Reimerswalde) in den Jahren 1333 bis 1342, 1359 in einer Handfeste bestätigt durch den ermländischen Bischof Johann Stryprock.

Reimerswalde in Ostpreußen, südlich von Königsberg, südöstlich von Braunsberg und nordwestlich von Heilsberg, auf einer Landkarte von 1908

Unweit des Dorfes fand am 10. Juni 1807 die Schlacht bei Heilsberg statt, in der die napoleonische Armee gegen die opreußisch-russischen Truppen kämpfte – unter unsäglichen Verlusten auf beiden Seiten.
1874 wurde Reimerswalde Amtsdorf und damit namensgebend für einen Amtsbezirk im ostpreußischen Kreis Heilsberg im Regierungsbezirk Königsberg.
Im Jahr 1945 gehörte das Bauerndorf Reimerswalde zum Kreis Heilsberg im Regierungsbezirk Königsberg der preußischen Provinz Ostpreußen des Deutschen Reichs.
Gegen Ende des Zweiten Weltkriegs wurde die Region im Frühjahr 1945 von der Roten Armee besetzt. Nach Kriegsende wurde Reimerswalde im Sommer 1945 von der sowjetischen Besatzungsmacht gemäß dem Potsdamer Abkommen zusammen mit der südlichen Hälfte Ostpreußens unter polnische Verwaltung gestellt. Die Polen führten für Reimerswalde die Ortsbezeichnung Ignalin ein und nahmen damit Bezug auf frühere Einwohner des Dorfs, die polnische Vertriebene aus der litauischen Stadt Ignalina (deutsch im 18. Jahrhundert: Ingelin) waren. Soweit die einheimischen Dorfbewohner nicht geflohen waren, wurden sie 1945 und in den Folgejahren vertrieben.
Heute bildet das Dorf ein Schulzenamt innerhalb der Gmina Lidzbark Warmiński im Powiat Lidzbarski innerhalb der Woiwodschaft Ermland-Masuren (1975 bis 1998 Woiwodschaft Olsztyn).

### Demographie
| Jahr | Einwohner | Anmerkungen               |
| ---- | --------- | ------------------------- |
| 1816 | 188       | [ 5 ]                     |
| 1852 | 660       | [ 6 ]                     |
| 1858 | 660       | ausschließlich Katholiken |
| 1910 | 619       | [ 8 ]                     |
| 1933 | 624       | [ 9 ]                     |
| 1939 | 633       | [ 9 ]                     |

### Amtsbezirk Reimerswalde (1874–1945)
Zum Amtsbezirk Reimerswalde gehörte anfangs sieben Orte, am Ende waren es aufgrund struktureller Maßnahmen noch fünf:
| Deutscher Name                       | Polnischer Name              | Anmerkungen                    |
| ------------------------------------ | ---------------------------- | ------------------------------ |
| Bogen                                | Bugi                         |                                |
| Launau                               | Łaniewo                      |                                |
| Launau (Forst) bis 1926: Thiergarten | Łaniewo-Leśnictwo Zwierzynec | 1928 nach Launau eingemeindet  |
| Raunau                               | Runowo                       |                                |
| Reimerswalde                         | Ignalin                      |                                |
| Sperwatten                           | Zaręby                       | 1928 nach Workeim eingemeindet |
| Workeim                              | Workiejmy                    |                                |

## Religion
Eine erste Kirche wurde in Reimerswalde in der zweiten Hälfte des 14. Jahrhunderts erbaut. Nach ihrer Zerstörung wurde 1580 ein Neubau eingeweiht.
Von 1783 bis 1785 entstand die noch heute erhaltene und nach dem Evangelisten Johannes benannte Kirche. Es handelt sich um einen spätbarocken schifflosen Bau mit neugotischen und neobarocken Elementen der Innenausstattung. Den Turm krönt ein bauchiger Helm.
Die römisch-katholische Pfarrkirche wurde am 16. Mai 1786 vom ermländischen Bischf Ignatius Krasicki geweiht.

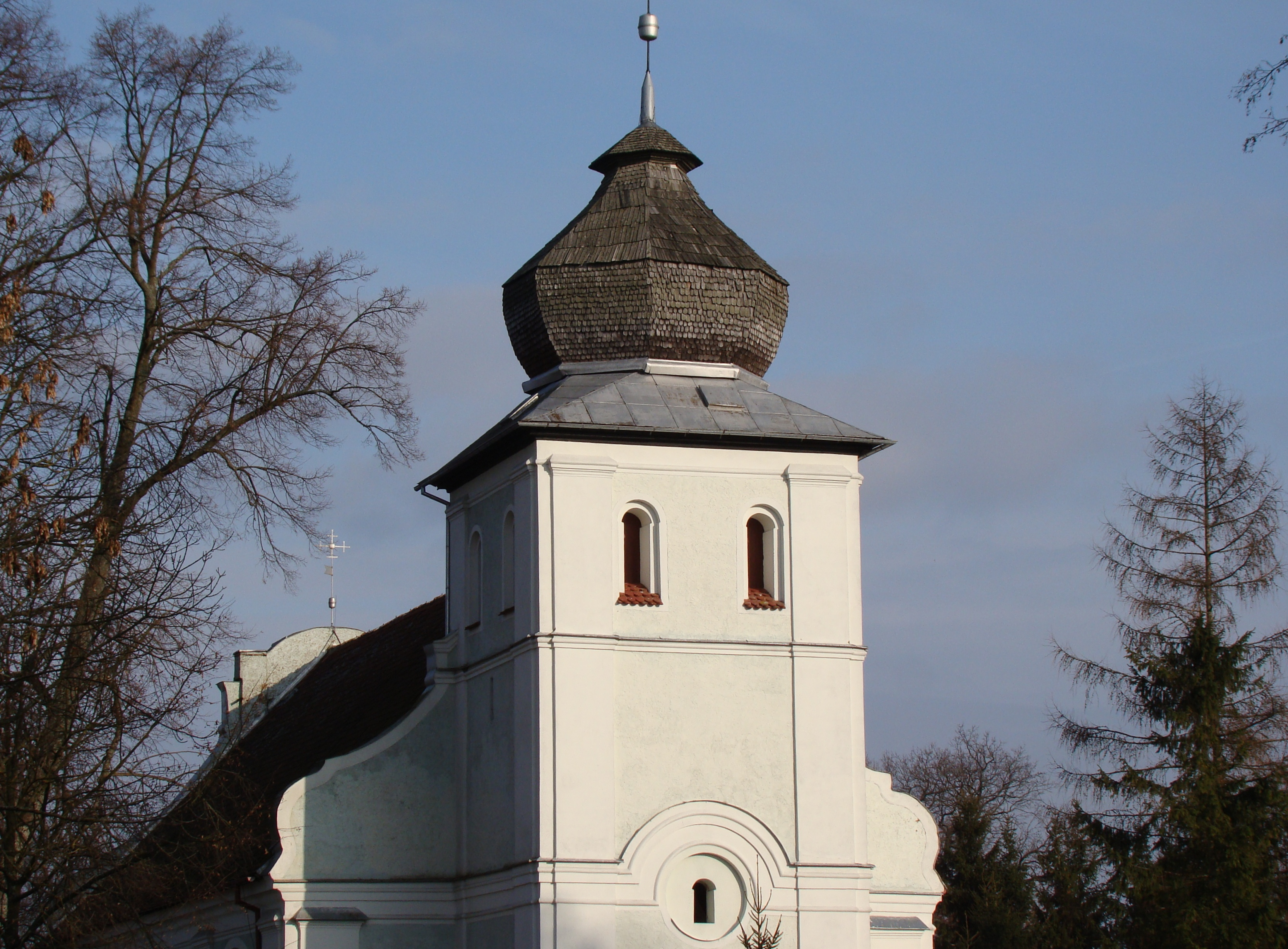
Der Turm der Kirche mit Zwiebelhaube
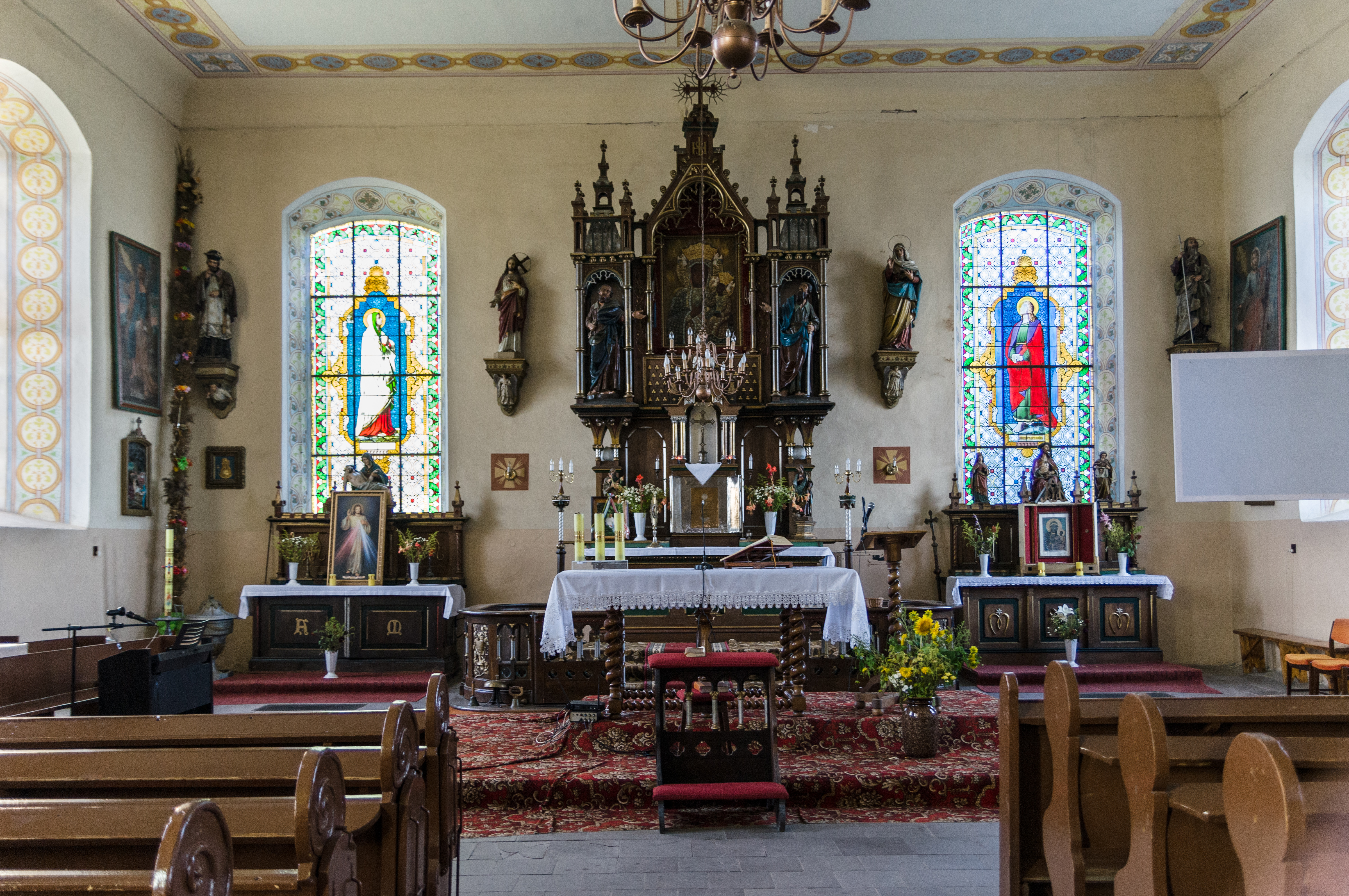
Blick in den Altarraum
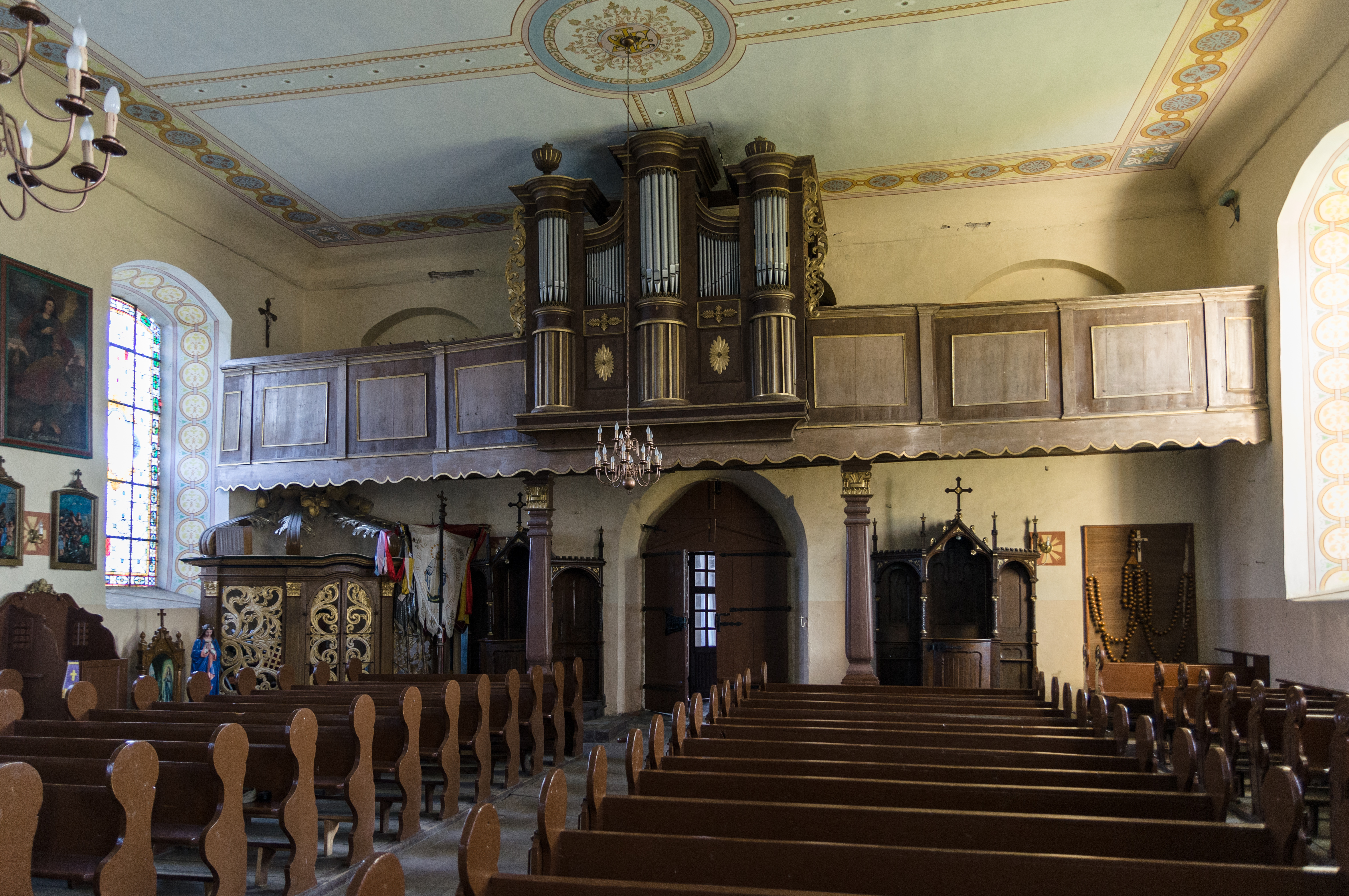
Blick auf die Orgelempore
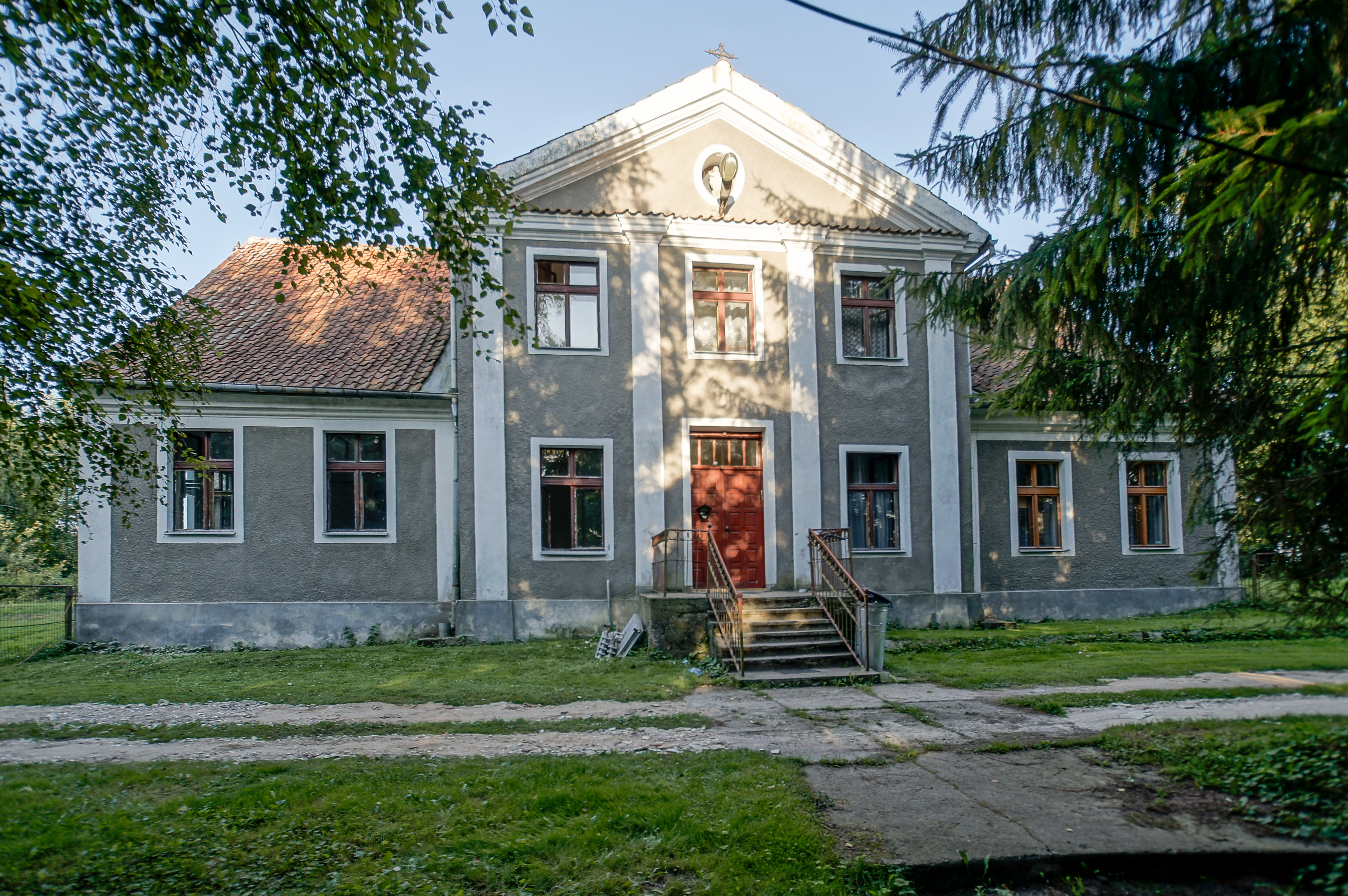
Das historische Pfarrhaus

Vor 1945 gehörten die mehrheitlich katholischen Einwohner von Reimerswalde zur Pfarrei Reimerswalde im Bistum Ermland, während der evangelische Bevölkerungsteil dem Kirchspiel der evangelischen Kirche Heilsberg im Superintendenturbezirk Braunsberg im Kirchenkreis Ermland innerhalb der Kirchenprovinz Ostpreußen der Kirche der Altpreußischen Union zugeordnet war.
Die katholischen Kirchenglieder des Orts gehören jetzt zum Dekanat Lidzbark Warmiński im Erzbistum Ermland. Die evangelischen Kirchenglieder gehören heute zur Diözese Masuren der evangelisch-lutherischen Kirche in Polen.

## Verkehr
Ignalin liegt an der verkehrsreichen Woiwodschaftsstraße 513, die die Städte Pasłęk (Preußisch Holland), Orneta (Wormditt) und Lidzbark Warmiński (Heilsberg) verbindet und weiter bis nach Wozławki (Wuslack) führt. In Ignalin kreuzt eine von Bobrownik (Bewernick) kommende und nach Dwórzno (Hoofe) verlaufende Nebenstraße.
Eine Bahnanbindung besteht nicht.

## Persönlichkeit
- Hubert Groß (1908–1947), deutscher römisch-katholischer Geistlicher und Märtyrer, war bis 1935 Pfarrer in Reimerswalde